# Jungletown Jihad
 Jungletown Jihad è un breve romanzo noir, con risvolti d'umorismo nero dello scrittore statunitense James Ellroy, pubblicato nel 2004. 
È la terza storia scritta da Ellroy che vede come protagonista il detective della Polizia di Los Angeles "Rhino" Rick Jenson, (Rino nella traduzione italiana.) preceduta dai racconti Troiaio a Hollywood (Hollywood Fuck Pad 2004) e Scasso con stupro (Hot-Prowl Rape-O 2004).

## Storia editoriale
L'opera, è stata pubblicata per la prima volta in Inghilterra nell'antologia Destination: Morgue del 2004, mentre in Italia, non essendo stata inclusa nell'omonima raccolta edita l'anno precedente, è stata pubblicata come romanzo singolo nel 2006.

## Trama
(James Ellroy, Jungletown Jihad)
Una banda di rapinatori porta a segno tre colpi in altrettanti negozi di liquori a Los Angeles uccidendo i proprietari. Le indagini non portano a nulla perciò il caso viene affidato al detective Richard "Rino" Jenson della sezione casi irrisolti. Testimoni sostengono che gli assassini siano di origine araba. Jenson è innamorato dell'attrice Donna Donahue che segue costantemente e continua a frequentare seppure non contraccambiato. Durante uno degli incontri con Donna conosce Donny DeFreeze, presunto drammaturgo, autore di una pièce teatrale che dovrebbe vedere quale protagonista Donna Donahue nel ruolo della poetessa Anne Sexton. Geloso indaga sull'uomo e scopre che il progetto teatrale è un plagio e che Donny è un ricattatore che abborda come Gigolò anziane donne sposate per poi filmarle durante i rapporti sessuali con l'aiuto dell'equivoco investigatore privato Lou Pellegrino, per estorcerle denaro.
Ulteriori indagini rivelano il coinvolgimento di Donny nella realizzazione di snuff movies culminati nella morte di alcune donne. L'uomo sta inoltre cercando, con la scusa della messa in scena della pièce teatrale, di rapire Donna per ucciderla durante uno snuff movie che sarà lautamente pagato da ricchi committenti. Jenson scopre il piano e con l'aiuto di Donna arresta Donny scoprendo che in realtà è un terrorista islamico di una cellula dormiente che con le attività criminali stava sovvenzionando un attentato. Jenson tortura e poi uccide Donny per scoprire i particolari dell'attentato, progettato a Hollywood durante i festeggiamenti della notte degli Oscar. Il piano viene sventato dal detective e da Donna; quest'ultima scopre di essere innamorata a sua volta di Jenson.

## Personaggi
Richard W. JensonDetto "Rhino" (Rino nella traduzione italiana), Detective della sezione casi irrisolti della Polizia di Los Angeles.  Affetto da disturbo ossessivo-compulsivo, è xenofoobo e razzista. Patologicamente attratto dall'attrice Donna Donahue, con la quale ha avuto sporadici rapporti sessuali, la segue costantemente ovunque vada, spesso pedinandola o appostandosi fuori dalla sua abitazione e facendole scenate di gelosia immotivate. Ama dormire in compagnia dei suoi otto cuccioli di pitbull.
Donna DonahueAttrice sul viale del tramonto, lavora oramai solo nella pubblicità.
Donny DeFreezeGigolò e ricattatore. Coinvolto nella realizzazione di snuff movies culminati nella morte di alcune donne. In realtà Donny è un terrorista islamico, e le attività criminali sono un modo per sovvenzionare un attentato a Hollywood.
Lou PellegrinoInvestigatore privato, coinvolto in loschi affari con Donny DeFreeze.
Reggie RidgebackIl cane di Donna, affezionato a Jenson.

## Edizioni
- (EN) James Ellroy, Destination: Morgue!, 1ª ed., Century, 2004, ISBN 9780712661379.
- James Ellroy, Jungletown Jihad, traduzione di Carlo Prosperi, Narratori stranieri, Bompiani, 2006, ISBN 88-452-5576-X.